# Тьосі (Тіба)
35°44′5″ пн. ш. 140°49′36″ сх. д. / 35.73472° пн. ш. 140.82667° сх. д.
Чьо́ші (яп. 銚子市, ちょうしし, МФА: [t͡ɕoːɕi̥ ɕi]) — місто в Японії, в префектурі Чіба.

## Географія
Розташоване в північно-східній частині префектури, в гирлі річки Тоне, на березі Тихого океану.

### Клімат
Місто знаходиться у зоні, котра характеризується вологим субтропічним кліматом. Найтепліший місяць — серпень із середньою температурою 25 °C (77 °F). Найхолодніший місяць — січень, із середньою температурою 6.1 °С (43 °F).
| Клімат Тьосі            | Клімат Тьосі | Клімат Тьосі | Клімат Тьосі | Клімат Тьосі | Клімат Тьосі | Клімат Тьосі | Клімат Тьосі | Клімат Тьосі | Клімат Тьосі | Клімат Тьосі | Клімат Тьосі | Клімат Тьосі | Клімат Тьосі |
| Показник                | Січ.         | Лют.         | Бер.         | Квіт.        | Трав.        | Черв.        | Лип.         | Серп.        | Вер.         | Жовт.        | Лист.        | Груд.        | Рік          |
| Абсолютний максимум, °C | 18           | 17           | 19           | 22           | 26           | 30           | 32           | 33           | 31           | 27           | 23           | 21           | 33           |
| Середній максимум, °C   | 9            | 8            | 11           | 15           | 18           | 21           | 25           | 27           | 24           | 20           | 16           | 11           | 17           |
| Середня температура, °C | 6            | 6            | 8            | 13           | 16           | 19           | 22           | 25           | 23           | 18           | 13           | 8            | 15           |
| Середній мінімум, °C    | 2            | 3            | 6            | 10           | 14           | 17           | 20           | 22           | 21           | 16           | 11           | 5            | 12           |
| Абсолютний мінімум, °C  | −3           | −4           | −2           | 2            | 7            | 11           | 13           | 17           | 12           | 6            | 2            | −2           | −4           |
| Норма опадів, мм        | 80           | 100          | 140          | 130          | 140          | 160          | 110          | 120          | 200          | 230          | 130          | 80           | 1660         |
| ----------------------- | ------------ | ------------ | ------------ | ------------ | ------------ | ------------ | ------------ | ------------ | ------------ | ------------ | ------------ | ------------ | ------------ |
| Джерело: Weatherbase    |              |              |              |              |              |              |              |              |              |              |              |              |              |

## Історія
Виникло на базі рибацького поселення раннього нового часу.

## Економіка
Основою економіки є виробництво соєвого соусу, рибальство, харчова промисловість. Відоме в Японії мальовничими пейзажами, оспіваними в поезії — мисом Інубо та затокою Бьобу. Станом на 1 жовтня 2008 площа міста становила 83,91 км². Станом на 1 січня 2009 населення міста становило 71 128 осіб.